# Siluros

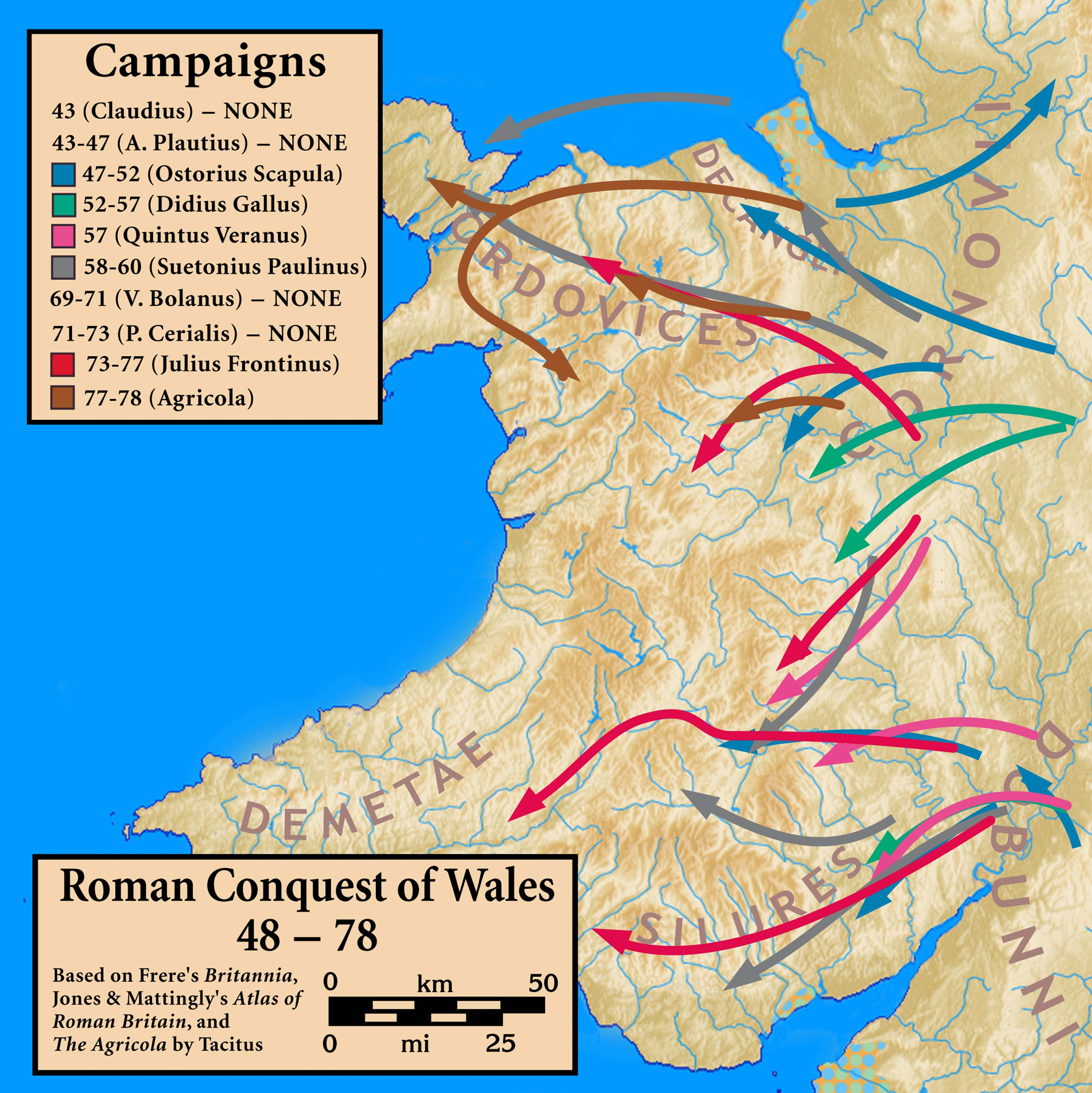
Mapa da conquista romana do País de Gales mostrando o território dos siluros no sul.

Siluros (em latim: Silures) era uma poderosa tribo (ou confederação de tribos) guerreira da Britânia pré-romana e que habitava a região que é hoje South East Wales (a porção sudeste do País de Gales) e, talvez, algumas áreas vizinhas. Ao norte habitavam os ordovicos, a leste, os dobunos e a oeste, os demetos.

## Origens
Segundo a biografia de Cneu Júlio Agrícola escrita por Tácito, os siluros tinham geralmente uma compleição escura e cabelos encaracolados. Por causa disto, Tácito acreditava que eles tinham atravessado o Canal da Mancha vindos da Hispânia em algum momento: "...as faces morenas dos siluros, o encaracolamento, de forma geral, de seus cabelos e a posição da Hispânia na costa oposta atestam a passagem dos iberos antigamente e a sua ocupação destes distritos;...".
Jordanes (Gética) também descreve os siluros: "Os siluros tem características morenas e geralmente nascem com o cabelo preto encaracolado enquanto que os habitantes da Caledônia [Escócia] tem cabelos vermelhos e grandes corpos maleáveis. Eles são como os gauleses ou os hispânicos".
O castro da Idade do Ferro em Llanmelin, perto de Caerwent, já foi sugerido muitas vezes como sendo o centro tribal pré-romano, mas a visão dos arqueólogos é que o povo que ficou conhecido como "siluros" eram pouco mais do que uma rede de grupos com alguns valores culturais compartilhados e não uma sociedade centralizada. Embora alguns dos restos materiais dos siluros sejam os castros, como o de Llanmelin e Sudbrook, há também evidências arqueológicas de casas redondas em Gwehelog, Thornwell (Chepstow) e outros locais, e evidências de ocupação humana em terras baixas principalmente em Goldcliff.
A origem do nome "Siluros" já foi descrita como sendo "completamente desconhecida". Uma fonte do século XIX propõe uma ligação etimológica com o galês "Essyllwg" e outras formas similares, como "Essyllyr", que significa "de Essyllt", mas esta teoria é atualmente considerada improvável. Uma etimologia moderna mais plausível ligaria "siluros" à raiz celta "*sīlo-" ("semente"). Palavras celtas derivadas da mesma raiz (como o irlandês antigo "sil" ou o galês "hil") costumava significar "de mesmo sangue", "descendentes", "linhagem", "filhos", além de "semente" no sentido vegetal. "Silures" pode, portanto, significar "parente" ou "linhagem", uma provável referência a um ancestral comum. Patrizia de Bernardo Stempel propõe que o nome tenha sido originalmente "silo-riks" ("ricos em cereais").

## Resistência feroz à conquista romana
Os siluros resistiram ferozmente à conquista romana desde aproximadamente 48, liderados por Carataco, um comandante e príncipe dos catuvelaunos que havia fugido para o leste depois que sua própria tribo foi derrotada.
O primeiro ataque às tribos galesas foi realizado pelo legado Públio Ostório Escápula por volta de 48. Ostório atacou primeiro os deceanglos, no nordeste do que é hoje o País de Gales, que parecem ter se rendido sem oferecer resistência. Em seguida, ele passou muitos anos em campanha contra os siluros e ordovicos, cuja resistência era liderada por Carataco. Ele liderou primeiro os siluros e depois os ordovicos até acabar derrotado por Ostório em 51.
Porém, os siluros não foram subjugados e iniciaram uma poderosa guerra de guerrilha contra as forças romanas. Ostório chegou a anunciar que eles eram uma ameaça tal que deveriam ser exterminados ou transferidos para outro lugar. Suas ameaças só aumentaram a determinação dos siluros em resistir e uma grande força legionária encarregada de construir castros romanos em seu território foi cercada, atacada e só conseguiu se retirar com muita dificuldade e pagando um alto preço em vidas. Eles fizeram ainda muitos reféns e os distribuíram entre as tribos vizinhas para comprometê-las e encorajar a resistência.
Ostório morreu com os siluros ainda não conquistados e, após sua morte, eles derrotaram a II Augusta. Ainda não se sabe hoje se os siluros foram de fato derrotados militarmente ou simplesmente concordaram com os termos de um acordo, mas as fontes romanas sugerem, de forma bastante obscura, que eles foram finalmente subjugados por Sexto Júlio Frontino depois de uma série de campanhas terminando por volta de 78. Tácito, por exemplo, escreveu "non atrocitate, non clementia mutabatur" ("nem pela crueldade e nem pela clemência").

## Romanização
Para ajudar a administração romana a manter a oposição local sob controle, uma fortaleza legionária (Isca, moderna Caerleon) foi construída bem no meio do território dos siluros.
A cidade de Venta dos Siluros (Caerwent, a onze quilômetros de Chepstow) foi fundada em 75 e tornou-se uma cidade romanizada, parecida com Caleva dos Atrébates (Silchester), mas menor. Uma inscrição mostra que, durante o domínio romano, a cidade era a capital dos siluros, cujo "ordo" (conselho local) providenciava o governo local para o distrito. As muralhas romanas ainda sobrevivem e escavações revelaram um fórum, um templo, termas, lojas e muitas casas com pisos em mosaico. No final do século I e início do II, os siluros se tornaram nominalmente independentes e eram responsáveis pela administração local. Como indicam as inscrições no local, os romanos parearam suas divindades com as dos siluros e o deus Ocelus foi identificado com Marte, o deus romano da guerra.
Caerwent aparentemente continuou a servir como centro religioso depois do período romano e o território dos siluros tornou-se, no século V, a base dos reinos celtas de Gwent, Brycheiniog e Gwynllŵg. Algumas teorias sobre o rei Artur propõem que ele teria sido um líder nesta região. Há evidências de uma continuidade cultural por todo o período romano, dos siluros até o Reino de Gwent em particular, como atesta a utilização do nome "Caradoc" pelos monarcas da região, uma reminiscência do antigo herói britano Carataco.

## O termo "Siluriano"
Por vezes este período da história celta é referenciado por termos como "siluriano". O poeta Henry Vaughan se auto-denominou "silurista" por suas raízes na região sul do País de Gales. O período geológico chamado "Siluriano" foi descrito pela primeira vez por Roderick Murchison em rochas localizadas nas terras originais dos siluros e, daí, o nome. Antes dele ocorreram o Cambriano e o Ordoviciano, nomes que também tem origens na história do País de Gales.